# Agrotis
Agrotis is een geslacht van nachtvlinders uit de familie Noctuidae. Verschillende soorten zijn uitgestorven.

## Soorten
- A. acronycta (Rebel, 1907)
- A. achromatica Hampson, 1903
- A. admirationis Guenée, 1868
- A. aeneipennis Grote, 1876.
- A. aistleitneri Behounek & Speidel, 2009
- A. alexandriensis Baker, 1894.
- A. alexandrlensis Bethune-Baker, 1894
- A. alpestris Boisduval, 1837	.
- A. alticaffer Krüger, 2005
- A. alluaudi Viette, 1958
- A. amphora Hampson, 1903
- A. ancastiensis Köhler, 1966
- A. andina Köhler, 1945
- A. andinicola Köhler, 1979
- A. apicalis Herrich-Schäffer, 1868.
- A. araucaria Hampson, 1903
- A. arenarius Neil, 1983
- A. arenivolans Butler, 1879
- A. aspersula Köhler, 1966
- A. atha Strecker, 1898.
- A. atridiscata Hampson, 1918
- A. atrux (Pinker, 1971)
- A. aulacias Meyrick, 1899
- A. australis Köhler, 1945
- A. baleense Laporte, 1977
- A. baliopa Meyrick, 1899
- A. benefida Draudt, 1924
- A. bialbifasciata Berio, 1953
- A. biconica Kollar, 1844
- A. bifurca Staudinger, 1881
- A. bigramma (Esper, 1790)
- A. bilix Guenée, 1852
- A. bisignoides Poole, 1989
- A. bitriangula Hampson, 1902
- A. blematica Strand, 1915
- A. boetica (Rambur, 1837)
- A. bosqi Köhler, 1945
- A. bosqina Berio, 1986
- A. brachypecten Hampson, 1899
- A. brachystria Hampson, 1903
- A. brenna Cramer, 1782
- A. bryani Swezey, 1926
- A. buchholzi Barnes & Benjamin, 1929.
- A. caffra (Hampson, 1903)
- A. canietensis Köhler, 1966
- A. canities Grote, 1902
- A. capayana Köhler, 1959
- A. carolia Schaus, 1929
- A. carolina Schweitzer & McCabe, 2004	.
- A. carrascoi Köhler, 1979
- A. catalaunensis (Millière, 1873)
- A. catenifera Walker, 1869
- A. ceramophaea Meyrick, 1899
- A. ceropachoides Guenée, 1868
- A. cinctithorax (Walker, 1857)
- A. cineraria Blanchard, 1852
- A. cinerea (Denis & Schiffermüller, 1775).
- A. clavis (Hufnagel, 1766)
- A. clavisigna Dognin, 1916
- A. cleiducha Dognin, 1902
- A. colossa Boursin, 1965
- A. congrua Walker, 1865
- A. conifrons Draudt, 1924
- A. consentanea Mabille, 1880
- A. consternans Hayes, 1975
- A. contingens (Warren, 1914)
- A. coquimbensis Hampson, 1903
- A. correlejoi Fibiger & Honey, 2004
- A. crassa Hübner.
- A. cuprea Moore, 1867
- A. cygnea Common, 1958
- A. characteristica Alpheraky, 1892.
- A. charmocrita Meyrick, 1928
- A. charoae Yela, Fibiger, Zilli & Ronkay, 2010
- A. chimaera Köhler, 1973
- A. chretieni (Dumont, 1903).
- A. daedalus Smith, 1890.
- A. daguerrei Köhler, 1961
- A. daguerreodes Berio, 1986
- A. debivari (Berio, 1962)
- A. deprivata Walker, 1857
- A. desertorum Boisduval, 1840.
- A. dirempta Staudinger, 1859
- A. dislocata Walker, 1856.
- A. dispar Köhler, 1959
- A. dolli Grote, 1882	.
- A. dollii Grote, 1882
- A. duosigna Hampson, 1903
- A. edentifera Berio, 1978
- A. edmondsi Butler, 1882
- A. elegans Köhler, 1945
- A. emboloma Lower, 1918	.
- A. endogaea Boisduval, 1834.
- A. epicremma Meyrick, 1899
- A. eugramma Hampson, 1903
- A. evanescens Rothschild, 1894
- A. exclamationis Linnaeus, 1758
- A. experta Walker, 1869
- A. fasicola Dyar, 1913
- A. faticana Staudinger, 1894
- A. fatidica (Hübner, 1824).
- A. fausta Köhler, 1958
- A. forasmicans Köhler, 1945
- A. forsteri Köhler, 1968
- A. fortunata Draudt, 1938
- A. frater Fibiger, Ahola & K. Nupponen, 2006
- A. fraterna Moore, 1882
- A. fucosa Butler, 1881
- A. fulvaurea Köhler, 1966
- A. fumipennis Warren, 1912
- A. gahani Köhler, 1959
- A. gentilii Köhler, 1979
- A. giffardi Swezey, 1932
- A. gladiaria Morris, 1874.
- A. graslini Rambur, 1848.
- A. gravis Grote, 1874.
- A. gypaetina Guenée, 1852
- A. haesitans Walker, 1856.
- A. haifae Staudinger, 1897.
- A. hemileuca Walker, 1869
- A. hephaestaea Meyrick, 1904
- A. herzogi Rebel, 1911.
- A. heterochroma Draudt, 1924
- A. hirtipalpis Walker, 1857
- A. hispidula Guenée, 1852
- A. humigena Püngeler, 1899
- A. illutescens Berio, 1986
- A. incarum Cockerell, 1927
- A. incognita Staudinger, 1888.
- A. incommodoides Berio, 1950
- A. india Köhler, 1961
- A. infusa Boisduval, 1832
- A. ingrata Butler, 1878
- A. innocens Boursin, 1968
- A. innominata Hudson, 1898
- A. inobstrusa Walker, 1870
- A. inobtrusa Walker, 1870
- A. inspinosa Guenée, 1852
- A. interjectionis Guenée, 1852.
- A. internexa Walker, 1870
- A. interposita Maassen, 1890
- A. ipsilon Hufnagel, 1766.
- A. iremeli K. Nupponen, Ahola & Kullberg, 2001.
- A. irritans Köhler, 1945
- A. isopleura Hampson, 1902
- A. justa Corti, 1932
- A. kinabaluensis Holloway, 1976.
- A. kingi McDunnough, 1932.
- A. lanidorsa Guenée, 1852
- A. lanzarotensis Rebel, 1894
- A. lasserrei (Oberthur, 1881)
- A. lata Treitschke, 1835.
- A. legraini Wiltshire, 1994
- A. leonoides Poole, 1989
- A. liniclinans Köhler, 1967
- A. liouvillei Le Cerf, 1932
- A. livens Köhler, 1958

- A. lividoradiata Berio, 1940
- A. longicalvoa (de Joannis, 1913)
- A. longiclava (de Joannis, 1913)
- A. longidentifera (Hampson, 1903)
- A. luehri Mentzer & Moberg, 1987.
- A. lupita Beutelspacher, 1983
- A. luzonensis Wileman & South, 1920
- A. llanoi Köhler, 1955
- A. maculaclarus Plante, 1979
- A. magnipunctata Prout, 1922
- A. maldonadoi Köhler, 1961
- A. malefida Guenée, 1852.
- A. manabilis Draudt, 1924
- A. manifesta Morrison, 1875	.
- A. mansa Köhler, 1967
- A. marginata Walker, 1870
- A. medioatra Hampson, 1918
- A. melamesa Hampson, 1913
- A. melanopis Dyar, 1918
- A. mesotoxa Meyrick, 1899
- A. metathoracica Berio, 1939
- A. microtica Hampson, 1908
- A. militaris Staudinger, 1888.
- A. minima Köhler, 1959
- A. mollis Walker, 1870.
- A. montana Kozhanchikov, 1928
- A. munda Walker, 1856.
- A. murinoides Poole, 1989
- A. musa Smith, 1910.
- A. negrottoi Berio, 1938
- A. nicotrai Berio, 1945
- A. nun Maassen, 1890
- A. nyei Köhler, 1967
- A. obesa Boisduval, 1829.
- A. oblimata Draudt, 1924
- A. obliqua Smith, 1903.
- A. oliveata Hampson, 1902
- A. omochra Prout A. E., 1927
- A. orestica Forbes, 1934
- A. orthogonia Morris, 1876.
- A. orthogonoides McDunnough, 1946.
- A. pallidula Walker, 1875
- A. paramensis Hampson, 1918
- A. patricei Viette, 1959.
- A. perigramma Meyrick, 1899
- A. perirrorata Hampson, 1902
- A. peruviana Hampson, 1909
- A. phaeochroa Hampson, 1913
- A. picata Köhler, 1968
- A. pictifascia (Hampson, 1896)
- A. pictivaria Berio, 1962
- A. pierreti (Bugnion, 1838)
- A. plana Leech, 1900
- A. plectina Maassen, 1890
- A. plumbeocandida Berio, 1974
- A. plumiger Krüger, 2005
- A. poliochroa Hampson, 1906
- A. poliophaea Turner, 1926.
- A. poliotis Hampson, 1903.
- A. porphyricollis Guenée, 1852.
- A. praedicta Corti, 1932
- A. praeocupata Köhler, 1967
- A. propriens Dyar, 1913
- A. proverai Zilli, Fibiger, Ronkay & Yela, 2010
- A. psammocharis Boursin, 1950
- A. psammophaea Meyrick, 1899
- A. psammophila Köhler, 1961
- A. pteroglauca Beutelspacher, 1983
- A. punctipes Walker, 1865
- A. puta (Hübner, 1803)
- A. putativa Berio, 1941
- A. radama Viette, 1958
- A. radians Guenée, 1852.
- A. raveni Köhler, 1973
- A. repleta Walker, 1857.
- A. ripae (Fabricius, 1794)
- A. robusta Blanchard, 1852
- A. robustior Smith, 1899.
- A. ruta (Eversmann, 1851).
- A. rutae Rebel, 1939
- A. sabulosa Rambur, 1837.
- A. saracenica Tams, 1925
- A. sardzeana Brandt, 1941.
- A. scaenica Köhler, 1967
- A. scotacra Filipjev, 1927
- A. schawerdai Bytinski-Salz, 1937.
- A. schawerdaiu Bytinski-Salz, 1937
- A. schreiteri Köhler, 1945
- A. segetum (Denis & Schiffermüller, 1775)
- A. selvagensis Pinker & Bacallado, 1978
- A. semivirens Kozhanchikov, 1937
- A. senta Draudt, 1924
- A. separata Guenée, 1852
- A. sesamioides (Rebel, 1907).
- A. simplonia (Geyer, 1832).
- A. songoensis Köhler, 1968
- A. sordidoides Poole, 1989
- A. spinifera (Hübner, 1808).
- A. steniptera Dognin, 1916
- A. stigmosa Morris, 1874.
- A. subalba Walker, 1857
- A. subandina Köhler, 1945
- A. subcorticea Staudinger, 1895
- A. subegetis (Berio, 1962)
- A. submolesta Püngeler, 1900
- A. submontana Köhler, 1961
- A. subsegetis (Berio, 1962)
- A. subspinifera Hampson, 1903
- A. subterranea Fabricius, 1794
- A. syricola Corti & Draudt, 1933.
- A. talda (Schaus, 1893)
- A. tancrei Corti, 1927
- A. tokionis Butler, 1881
- A. triclava Draudt, 1924
- A. trifurca Eversmann, 1837.
- A. trifurcula Staudinger, 1892.
- A. trux (Hübner, 1824).
- A. turatii Standfuss, 1888.
- A. turbans Staudinger, 1888
- A. vancouverensis Grote, 1873.
- A. veda Howes, 1906
- A. venerabilis Walker, 1856.
- A. vertenteni Hulstaert, 1923
- A. vestigialis (Hufnagel, 1766)
- A. vetusta Walker, 1856.
- A. villosus (Alpheraky, 1887).
- A. volubilis Harvey, 1874.
- A. williamsi Schaus, 1923
- A. wittmeri Köhler, 1958
- A. xerophilina Köhler, 1979
- A. xiphias Meyrick, 1899
- A. xylographa Boursin, 1948
- A. yelai Fibiger, 1990.

### Uitgestorven soorten
- Agrotis cremata Butler, 1880
- Agrotis crinigera Butler, 1881
- Agrotis fasciata Hübner, 1824
- Agrotis kerri Swezey, 1920
- Agrotis laysanensis Rothschild, 1894
- Agrotis melanoneura Meyrick, 1899
- Agrotis microreas Meyrick, 1899
- Agrotis panoplias Meyrick, 1899
- Agrotis photophila Butler, 1879
- Agrotis procellaris Meyrick, 1900
- Agrotis tephrias Meyrick, 1899

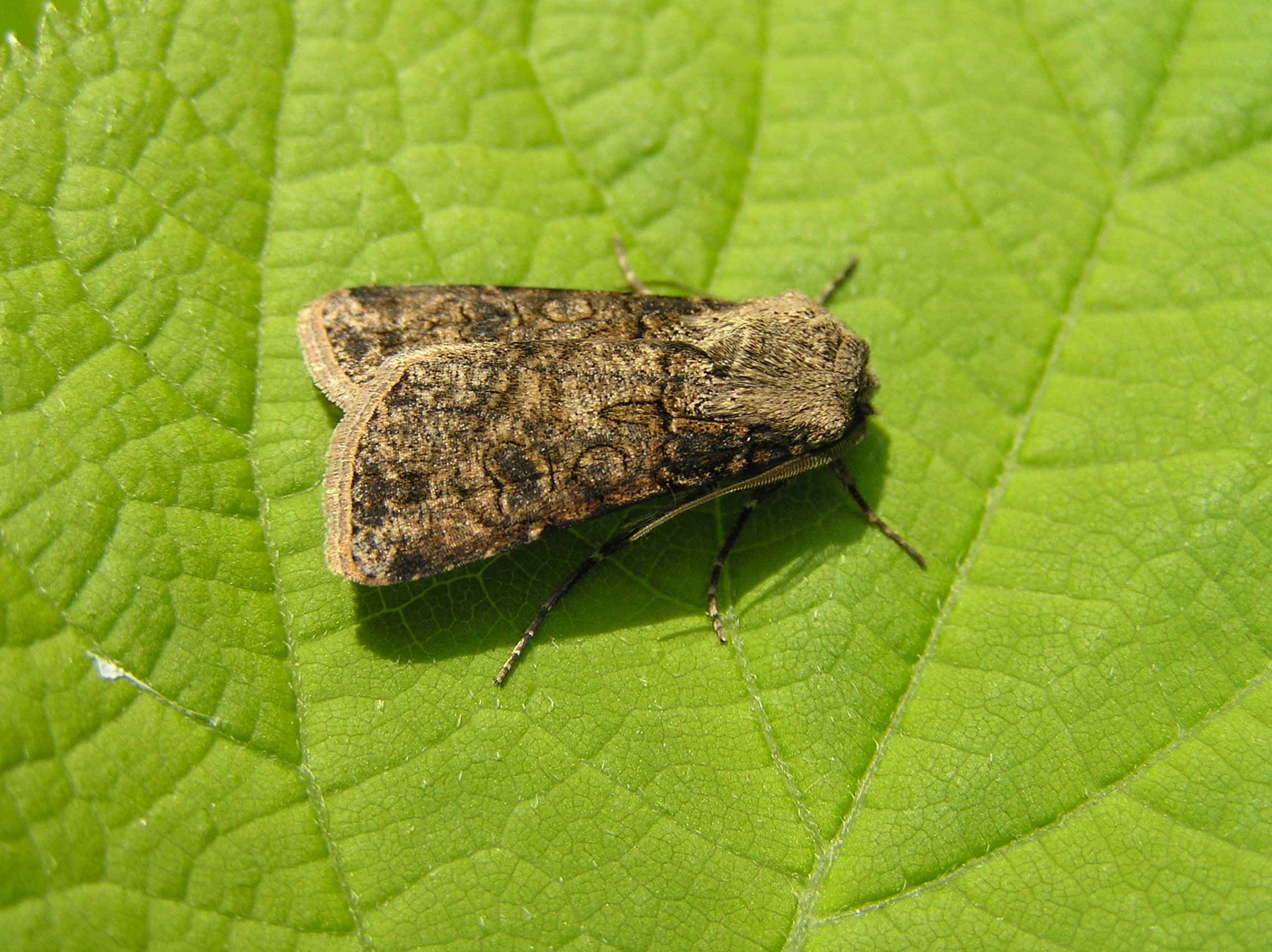
Agrotis clavis Geoogde worteluil
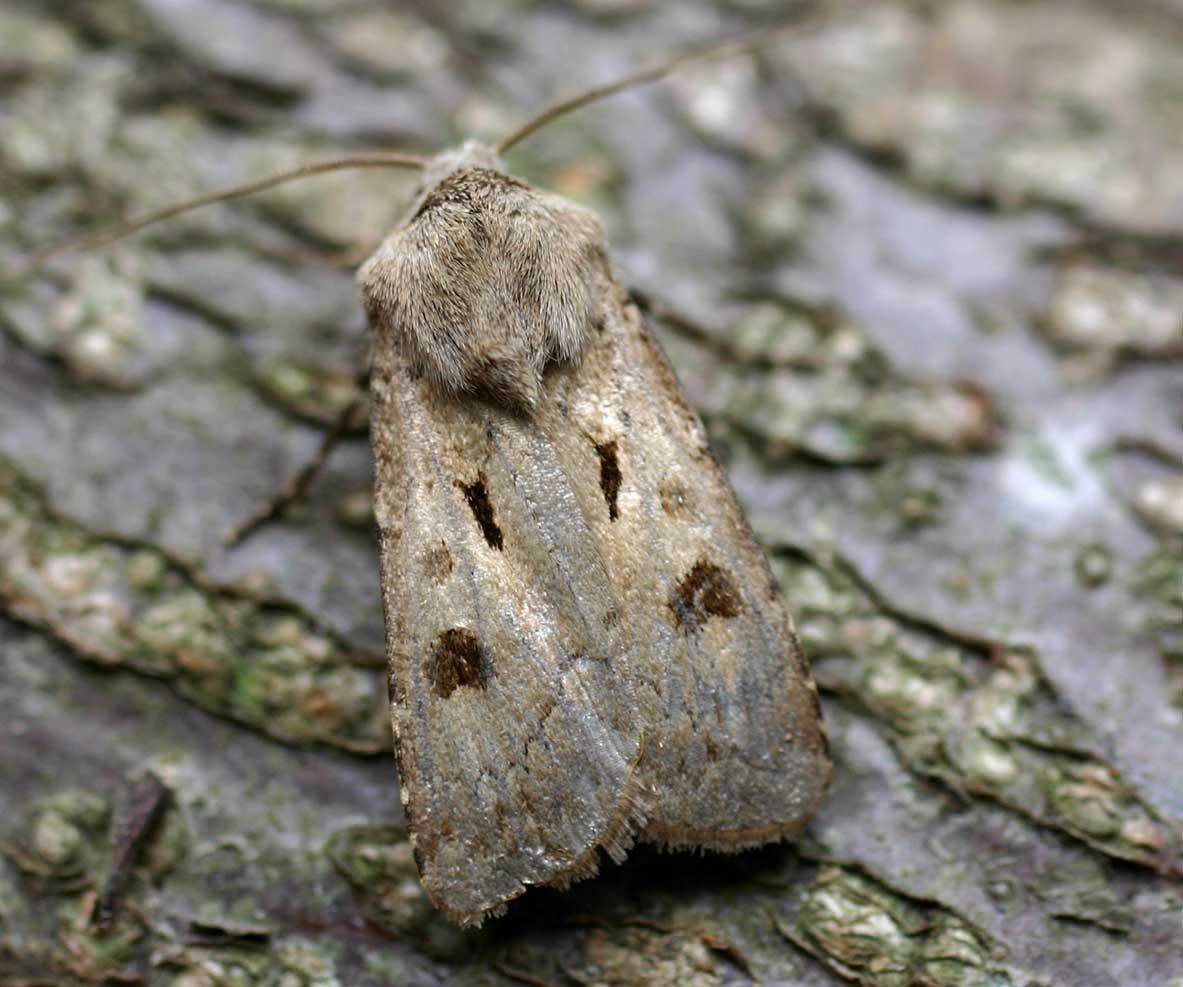
Agrotis exclamationis Gewone worteluil
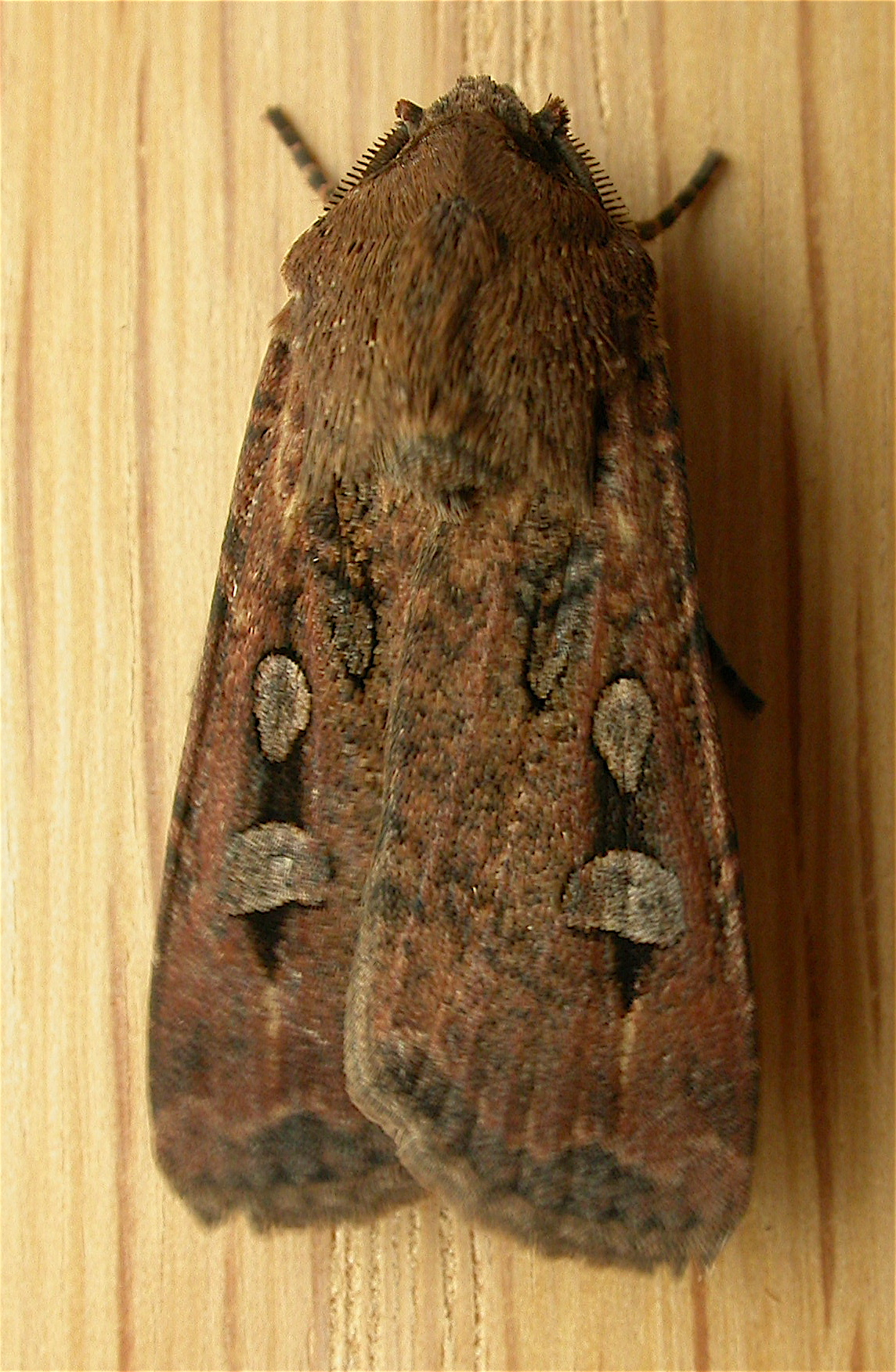
Agrotis infusa
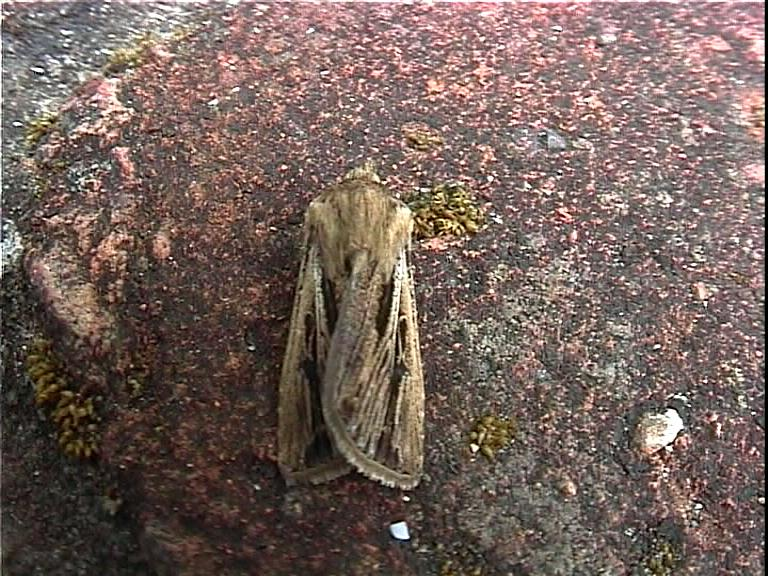
Agrotis innominata
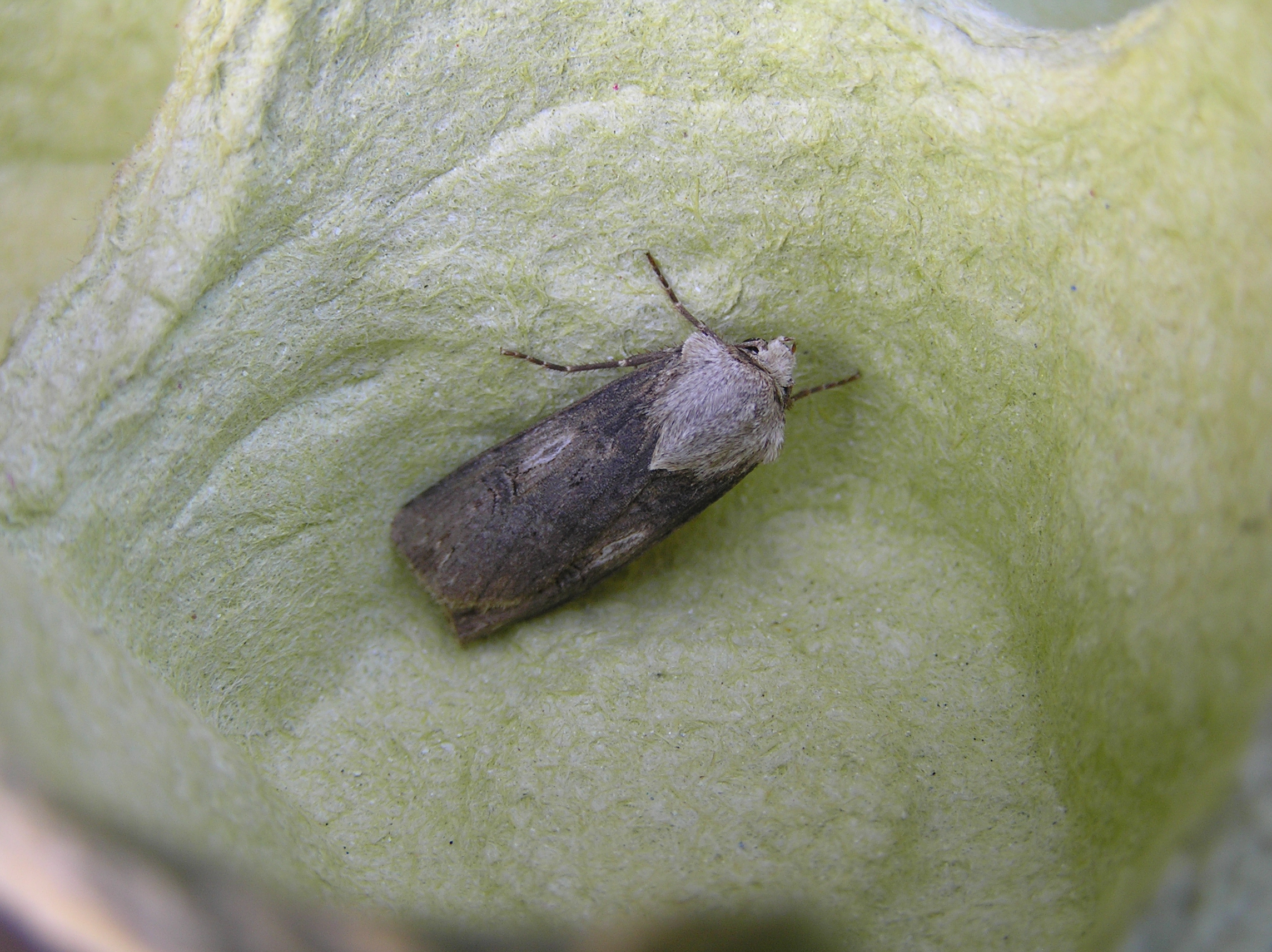
Agrotis puta Puta-uil
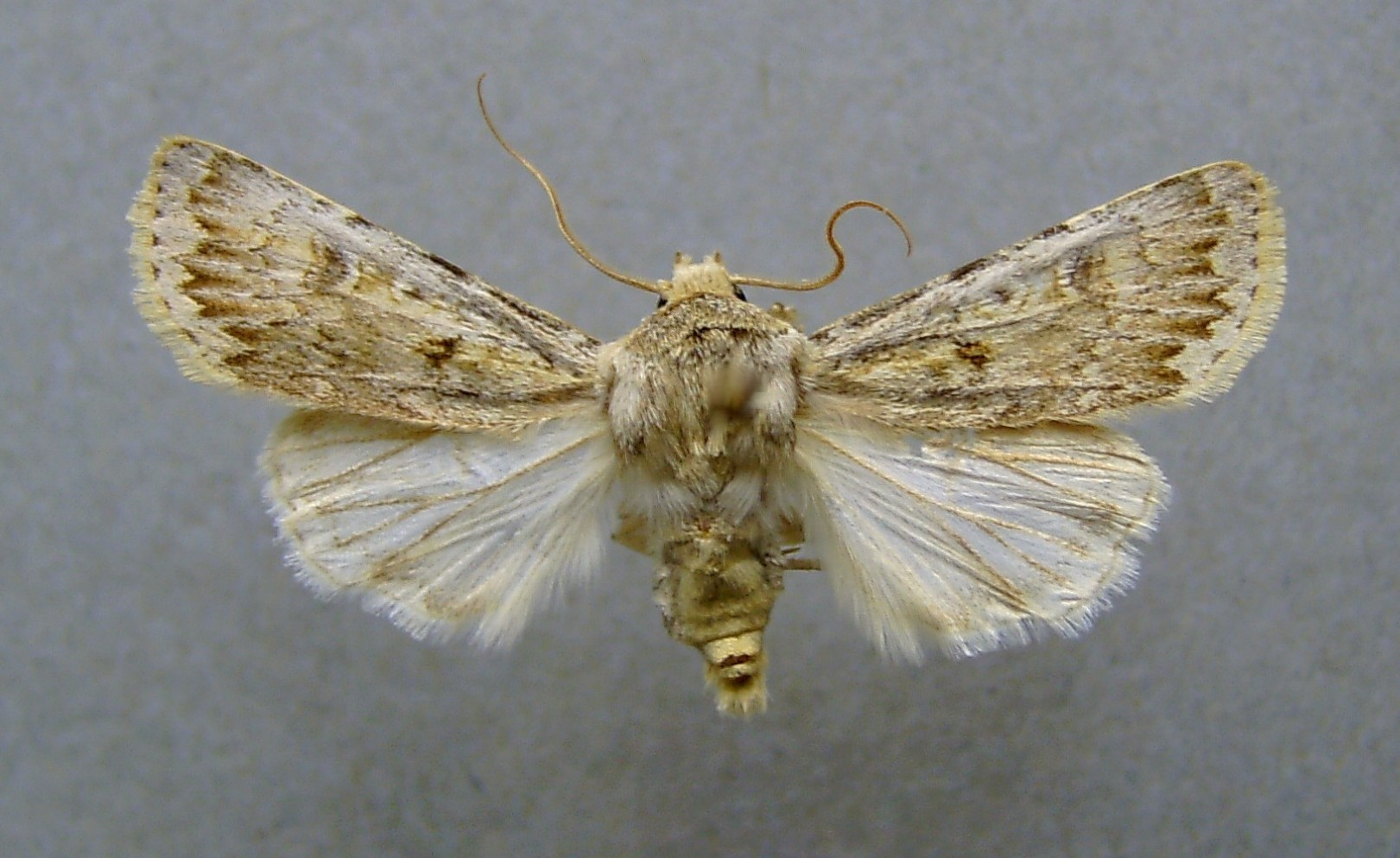
Agrotis ripae Duinworteluil
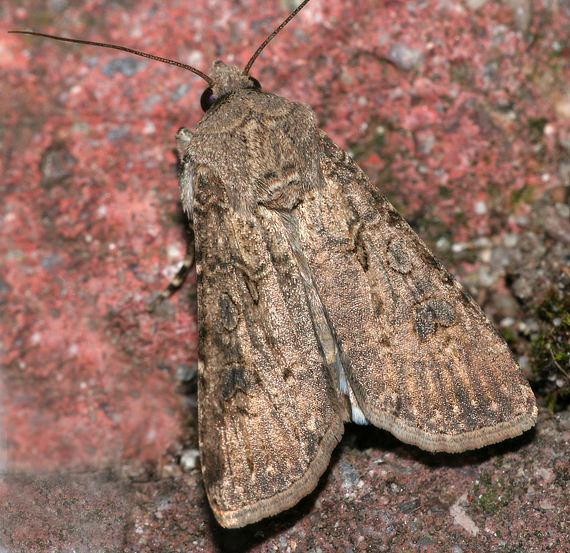
Agrotis segetum Gewone velduil
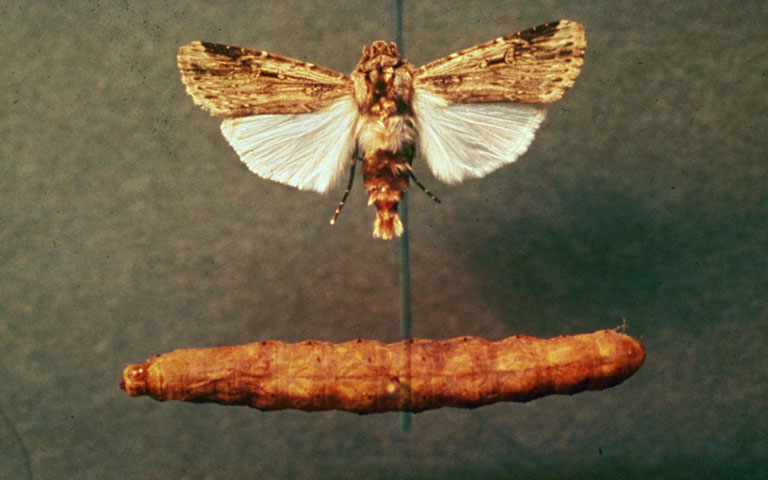
Agrotis subterranea
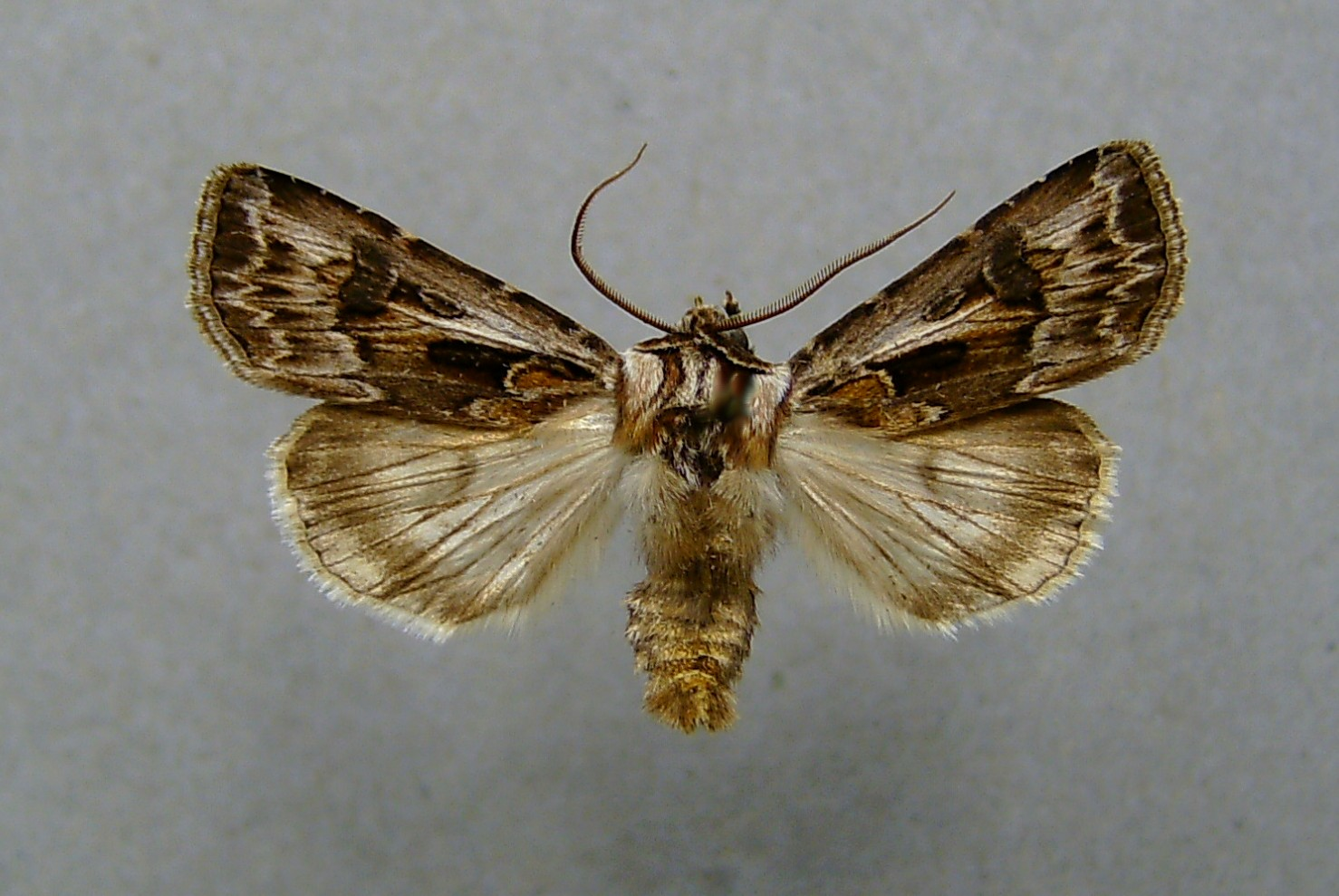
Agrotis vestigialis Bonte worteluil